# Tencent QQ
Tencent QQ (chineză: 腾讯QQ), cunoscut și sub numele de QQ, este un serviciu software de mesagerie instantă și portal web dezvoltat de gigantul tehnologic chinez Tencent. QQ oferă servicii ca jocuri sociale online, muzică, cumpărături, microblogging, filme și software de chat de grup și voce. Logoul softului este un pinguin care clipește și poartă o eșarfă roșie. Este al 5-lea cel mai vizitat site web din lume, potrivit Alexa. În aprilie 2014, peste 200 de milioane de utilizatori online simultan a aplicației QQ au fost înregistrați. La sfârșitul lunii iunie a anului 2016, existau 899 de milioane de conturi QQ active.

## Lansări stabile
| QQ 9.0.3                              | 10 mai 2018       | Windows XP, Vista, 7, 8, 8.1, 10 |
| QQ Mac (Nativ/Internațional) 6.4.0    | 26 aprilie 2018   | MacOS                            |
| QQ Internațional 2.11                 | 22 ianuarie 2014  | Windows XP, Vista, 7, 8, 8.1     |
| QQ pentru Android 7.6.0               | 4 mai 2018        | Telefoane Android                |
| QQ Internațional pentru Android 5.1.2 | 26 decembrie 2016 | Telefoane Android                |
| QQ 7.5.8                              | 12 aprilie 2018   | iOS (iPhone, iPod Touch)         |
| QQ HD 7.2.1                           | 4 mai 2018        | iOS (iPad)                       |
| QQ Windows Phone 5.4                  | 3 mai 2017        | WP10                             |

## Istoric
Tencent QQ a fost lansat pentru prima dată în China în februarie 1999, sub numele de OICQ („Open ICQ”, cu referință la serviciul timpuriu de IM, ICQ ).
După amenințarea cu un proces de încălcare a mărcii de către ICQ, deținută de AOL, numele produsului a fost schimbat în QQ   (cu „Q” și „QQ” pentru a implica asemănarea cu citirea lui „cute”). Softul a preluat funcții existente de la ICQ și a adăugat funcții suplimentare, cum ar fi skinuri, imaginile utilizatorilor și emoticoane. QQ a fost inițial lansat ca un serviciu de comunicații în timp real „network paging”. Ulterior s-au adăugat alte funcții, cum ar fi grupuri de chat, jocuri, avatare personale (similare cu „Meego” din MSN), stocare online și servicii de dating online. 
Clientul oficial rulează pe Microsoft Windows și a fost lansată o versiune beta publică pentru Mac OS X versiunea 10.4.9 sau mai nouă. În trecut, două versiuni web, WebQQ (versiunea completă) și WebQQ Mini (versiunea lite), care au folosit Ajax, erau disponibile.  Totuși, dezvoltarea, suportul și disponibilitatea WebQQ Mini au fost întrerupte. La 31 iulie 2008, Tencent a lansat un client oficial pentru Linux dar acest nu a fost compatibil cu versiunea de Windows și nu este capabil de chat vocal. 
Ca răspuns la concurența cu alți produse de mesagerie instanta, cum ar fi Windows Live Messenger, Tencent a lansat Tencent Messenger, care se adresează companiilor. 
Qcent Tencent deține recordul mondial Guinness pentru cel mai mare număr de utilizatori online simultan într-un program de mesagerie instantanee, cu 210.212.085 de utilizatori online la 3 iulie 2014. 

### Abonament
În 2002, Tencent și-a încetat înregistrarea cu abonament gratuită, obligând pe toți noii membri să plătească o taxă. În 2003, însă, această decizie a fost anulată din cauza presiunii din partea altor servicii de mesagerie instantă, cum ar fi Windows Live Messenger și Sina UC. În prezent, Tencent oferă o opțiune de membru premium, unde membrii premium se bucură de funcții precum QQ mobile, descărcări de tonuri de apel și trimitere/primire de SMS. În plus, Tencent oferă abonamente de nivel „Diamant”. În prezent, există șapte opțiuni de astfel de abonamente disponibile: 
- Roșu, pentru serviciul QQ Show, care prezintă unele abilități superficiale, cum ar fi un nume de cont colorat.
- Galben, pentru a obține spațiu de stocare extra și decorațiuni în Qzone – un serviciu de blog.
- Albastru, pentru a obține abilități speciale în jocurile QQ.
- Violet, pentru obținerea de abilități speciale în jocuri, inclusiv QQ Speed, QQ Nana și QQ Tang.
- Roz, pentrua avea diferite avantaje competitive în jocul de creștere a animalelor de companie numit QQ Pet.
- Verde, pentru utilizarea muzicii QQ – un serviciu pentru stream online de muzică.
- VIP, pentru a avea funcții suplimentare în clientul de chat, cum ar fi eliminarea reclamelor.
- Negru, pentru a obține beneficii legate de DNF (Dungeon &amp; Fighter), un joc video multiplayer pentru PC.

## Moneda QQ
Moneda QQ este o monedă virtuală utilizată de utilizatorii QQ pentru „achiziționarea” articolelor ce au legătură cu QQ, pentru avatarul și blogul lor. Monedele Q sunt obținute fie prin cumpărare (o monedă pentru un RMB), fie prin utilizarea serviciului de telefonie mobilă. Datorită popularității QQ în rândul tinerilor din China, monedele QQ sunt acceptate de furnizorii online în schimbul produselor „reale”, cum ar fi cadouri mici. Acest lucru a ridicat îngrijorarea cu privire la înlocuirea (și astfel „umflarea”) monedei reale în acest tip de tranzacții. 
Banca Populară Chineză, banca centrală a Chinei, a încercat să se opună cu privire la monedele Q din cauza faptului că oamenii foloseau monede Q în schimbul bunurilor din lumea reală.  Cu toate acestea, acest lucru a determinat doar ca valoarea monedelor QQ să crească pe măsură ce tot mai mulți furnizori terți au început să le accepte. Tencent pretinde că QQ Coin este o simplă marfă obișnuită și, prin urmare, nu este o monedă.

## Q Zone
Qzone este un site de socializare cu sediul în China, creat de Tencent în anul 2005. Q Zone este un blog personal pentru utilizatorii QQ. Poate fi setat ca o pagină publică sau o pagină privată, doar pentru prieteni. Utilizatorii pot încărca jurnale și partaja fotografii. 

## QQ International

### Windows
În 2009, QQ a început să-și extindă serviciile la nivel internațional cu clientul său QQ International pentru Windows, distribuit printr-un portal dedicat în limba engleză.
QQ International oferă vorbitorilor non-mandarini posibilitatea de a utiliza cele mai multe opțiuni ale softului său chinez, pentru a lua legătura cu alți utilizatori QQ prin chat, VoIP și apeluri video și oferă o interfață non-mandarină pentru a accesa Qzone, rețeaua socială a Tencent. Acest clientul este disponibil în engleză, franceză, spaniolă, germană, coreeană, japoneză și chineză tradițională. 
Una dintre principalele caracteristici ale QQ International este traducerea automată opțională și în toate chaturile. 

### Android
O versiune Android a QQ International a fost lansată în septembrie 2013. Interfața clientului este în engleză, franceză, spaniolă, germană, coreeană, japoneză și chineză tradițională. Pe lângă mesageria text, utilizatorii își pot transmite reciproc imagini, videoclipuri și mesaje audio media. Mai mult, utilizatorii pot partaja conținut multimedia cu toate contactele, prin interfața Qzone a clientului. 
Funcția de traducere live este disponibilă pentru toate mesajele primite și acceptă până la 18 limbi. 

### iOS
QQ International pentru dispozitive iPhone și iOS a fost lansat la sfârșitul anului 2013, echivalent pe deplin cu clientul pentru Android. 

### Parteneriate
În India, Tencent s-a asociat cu ibibo  pentru a aduce servicii precum chat, e-mail și jocuri în sfera de internet indian, în curs de dezvoltare. 
În Vietnam, Tencent a încheiat un acord cu VinaGame pentru a aduce portalul QQ Casual Gaming, precum și QQ Messenger, ca o completare a deja dezvoltatei comunități de jocuri vietnameze. 
În Statele Unite, Tencent s-a asociat cu AOL pentru a aduce QQ Games ca concurent pe piața americană a jocurilor sociale. Lansat în 2007, QQ Games a venit la pachet cu instalarea AIM și a concurat cu jocurile proprii ale AOL, games.com, pentru a oferi experiențe de joc pentru baza de utilizatori a AIM. 

## Web QQ
Tencent a lansat în mod oficial QQ pentru web la data de 15 septembrie 2009, cea mai recentă versiune 3.0. Mai degrabă decât un IM bazat pe web, WebQQ 3.0 funcționează mai mult ca un propriu sistem de operare, cu un desktop în care pot fi adăugate aplicații web. 
În 2009, Tencent a lansat Xiaoyou (校友, „coleg de școală”), primul său site de rețea socială. La jumătatea anului 2010, Tencent a schimbat direcția și a înlocuit Xiaoyou cu Pengyou (朋友, „prieteni”), încercând să creeze o rețea mai răspândită, către care utilizatorii QQ existenți ar putea fi redirecționati cu ușurință, oferind astfel proiectului Pengyou un avantaj major față de concurenții săi. Rețeaua socială a Tencent, Qzone, este disponibilă pe versiunile QQ internațională și cea nativă. 